# NASCAR
NASCAR (National Association for Stock Car Auto Racing) – Narodowa Organizacja Wyścigów Samochodów Seryjnych – największa organizacja wyścigowa w Stanach Zjednoczonych. Trzy największe serie prowadzone przez NASCAR to NASCAR Cup Series, Xfinity Series i Craftsman Truck Series. NASCAR prowadzi także serie NASCAR Regional Racing, Whelen Modified Tour oraz Dodge Weekly Series. Łącznie NASCAR patronuje 1500 wyścigom na 100 torach w 38 stanach oraz w Kanadzie i Meksyku. Od 1996 do 1998 roku NASCAR organizował także jeden wyścig w Japonii, a w 1988 roku odbył się też wyścig w Australii.

Organizacja NASCAR rozpoczęła swoją działalność w południowej części Stanów Zjednoczonych. Teraz wyścigi NASCAR są drugim najpopularniejszym sportem w USA, wyprzedza je tylko National Football League. Na całym świecie wyścigi NASCAR transmitowane są w ponad 150 krajach. Na liście 20 najpopularniejszych imprez sportowych w USA wyścigi NASCAR zajmują aż 17 pozycji. NASCAR ma 75 milionów zdeklarowanych fanów, którzy co roku na gadżety sygnowane przez organizację wydają ponad 2 miliardy dolarów. Jest to najbardziej przywiązana do marki grupa ludzi wśród wszystkich sportów. Rezultatem tego jest wysokie miejsce NASCAR na liście Fortune 500. 

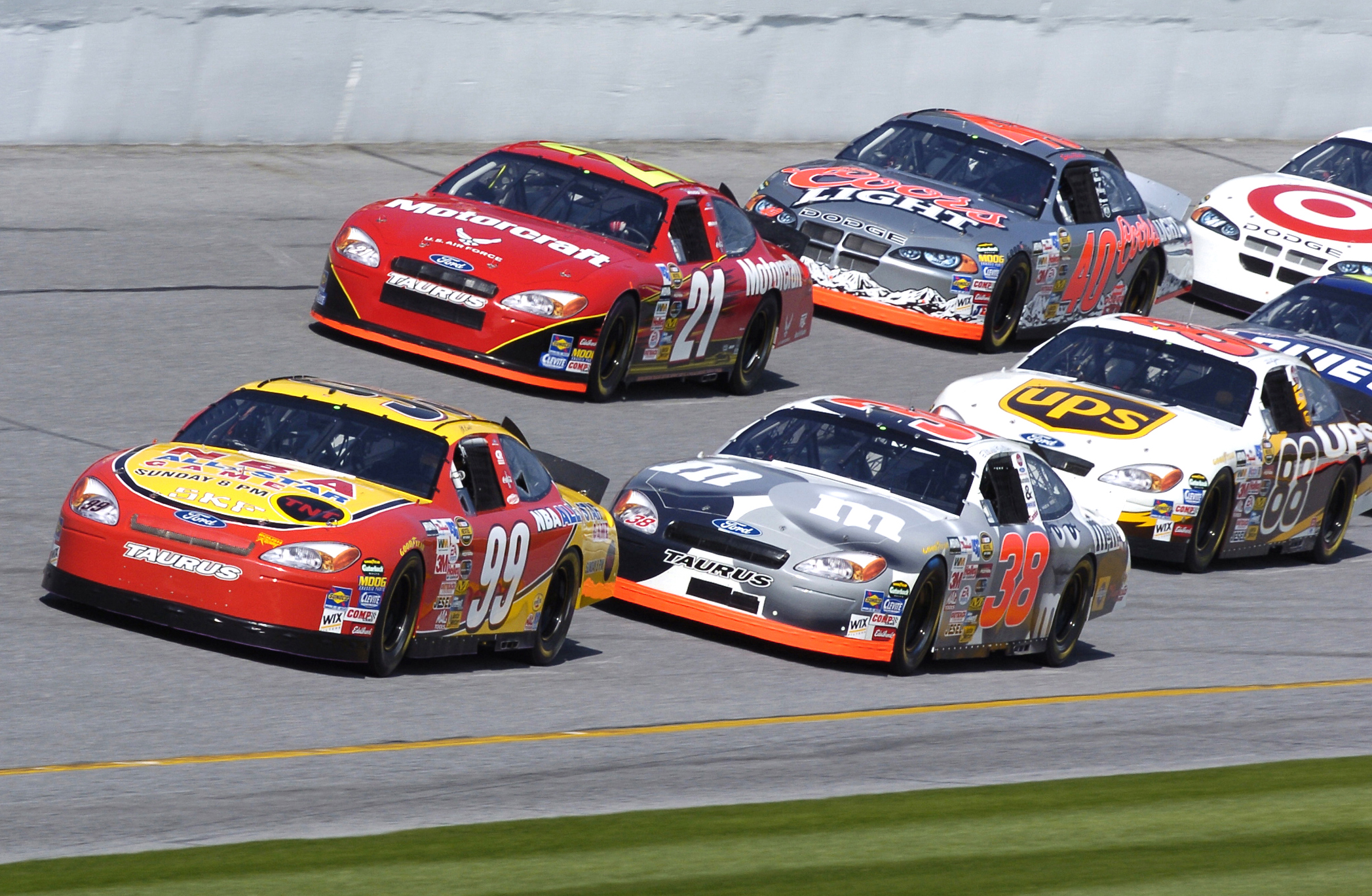
Trening przed wyścigiem Daytona 500 (2004 rok)

Główna kwatera NASCAR znajduje się w mieście Daytona Beach na Florydzie. NASCAR ma także cztery biura w Karolinie Północnej w miastach Charlotte, Mooresville, Concord i Conover. Pozostałe siedziby znajdują się w Nowym Jorku, Los Angeles i Arkansas. Dwa międzynarodowe biura znajdują się w mieście Meksyk i Toronto.

## Historia

### Początki NASCAR
W pierwszej dekadzie XX wieku miasto Daytona Beach na Florydzie było znane jako miejsce ustanawiania lądowych rekordów prędkości. Plaże Daytony stały się mekką entuzjastów wyścigów. W latach 1905–1935 ustanowiono tam piętnaście rekordów. Później kierowcy przenieśli się jednak na Słone Jezioro Bonneville. Rok później w Daytonie zaczęto organizować wyścigi samochodowe. Kierowcy ścigali się na owalnym torze, gdzie jedną prostą stanowiła plaża, a drugą Stanowa Droga A1A.
Wcześni kierowcy wyścigowi byli zazwyczaj wplątani w tzw. Rum-Running (nocne rozwożenie nielegalnego alkoholu do barów na północy USA w czasie prohibicji w Stanach Zjednoczonych). Dzięki zyskom kierowcy mogli przerobić swoje samochody, które stawały się coraz szybsze i bardziej sterowne, przystosowane do uciekania przed policją po krętych drogach. Stopniowo pokochali oni szybką jazdę. Gdy w 1933 roku na mocy 21 poprawki prohibicja została zniesiona, właściciele tych „samochodów wyścigowych” stracili swój biznes. Kierowcy zaczęli ścigać się między sobą, jednak wielu z nich pragnęło sławy i pieniędzy. Wyścigi stały się popularną rozrywką na południu USA; szczególnie w Wilkes County, regionie Karoliny Północnej.

### William France Sr.
Mechanik William France Sr. w 1935 roku przeprowadził się z Waszyngtonu do Daytona Beach. Znał historię bitych tam rekordów prędkości. France wziął udział w jednym z wyścigów w 1936 roku i zajął piąte miejsce.
Zaobserwował, że ludzie dobrze się bawią oglądając wyścigi samochodów seryjnych. Większość kierowców w tych czasach padała jednak ofiarą nieuczciwych promotorów, którzy wyjeżdżali przed podzieleniem się pieniędzmi z zawodnikiem. Wiedział, że wyścigi nie będą się rozwijać bez formalnej organizacji, określonych zasad i z góry ustalonego kalendarza mistrzostw. 14 grudnia 1947 roku rozpoczął rozmowy z kierowcami, promotorami i mechanikami. Odbywały się one w barze Ebony, w hotelu Streamline, położonym przy głównej ulicy Daytona Beach. Zakończyły się 21 lutego 1948 roku, powołaniem organizacji o nazwie NASCAR.

### Od Strictly Stock do Grand National
Pierwszy wyścig NASCAR, w którym ścigały się samochody seryjne odbył się na torze Charlotte Speedway, 19 czerwca 1949 roku. Wyścig wygrał Jim Roper w samochodzie Lincoln, po dyskwalifikacji Glenna Dunnawaya za stosowanie niedozwolonych tylnych sprężyn. Jim Roper za zwycięstwo w wyścigu otrzymał 2000 dolarów. W wyścigu startowała też pierwsza kobieta w NASCAR, Sara Christian, która zajęła 14 pozycję, lecz nie ukończyła wyścigu. W 148. okrążeniu musiała wycofać się z powodu przegrzewającego się silnika.
Główna seria wyścigów, była wówczas znana jako „Strictly Stock Division”. Samochody startujące w tej serii niczym nie różniły się od modeli fabrycznych. Z początkiem 1950 roku dywizja zmieniła nazwę na „Grand National”. Po kilku latach dopuszczono modyfikacje zapewniające większe bezpieczeństwo kierowców, a także większą moc samochodów. Na początku lat 60. samochody były budowane już od zera jako samochody wyścigowe i tylko karoseria musiała przypominać tę z modeli seryjnych.

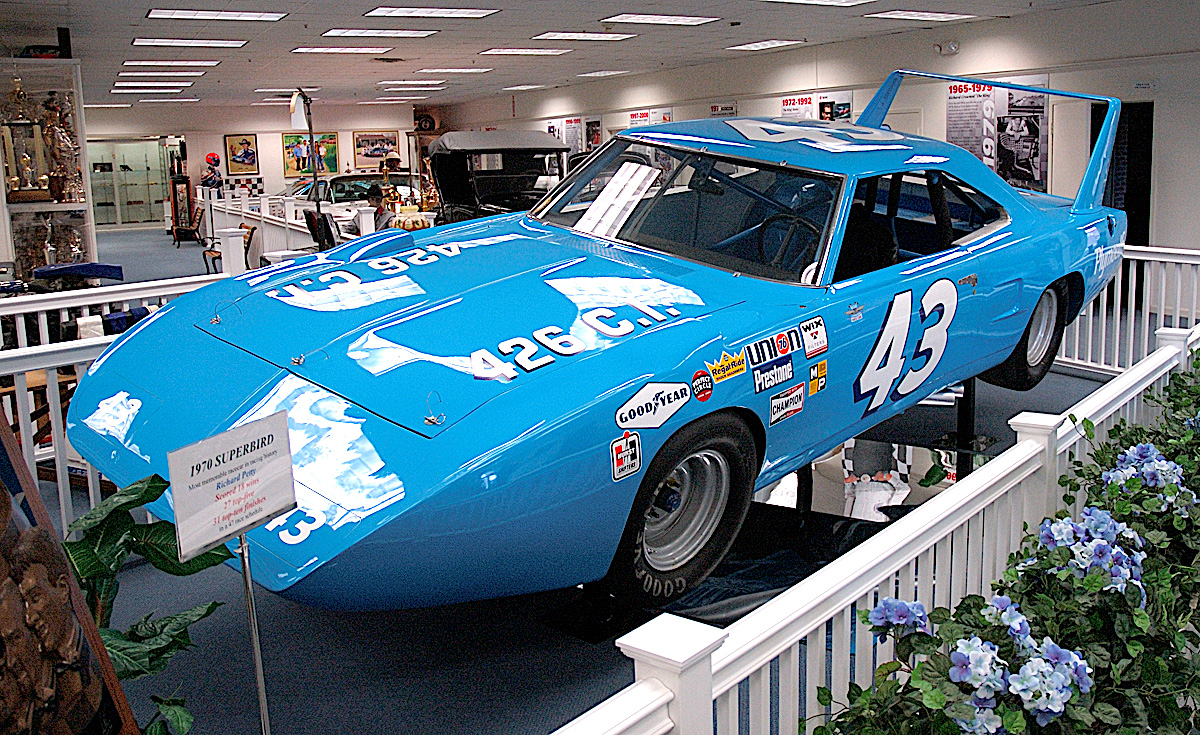
Plymouth Superbird z 1970 roku

Jeden z torów, na którym w inauguracyjnym sezonie odbywał się wyścig, jest w kalendarzu NASCAR do dziś: Martinsville Speedway. Kolejny stary tor, na którym wyścigi odbywają się nadal to Darlington Raceway, który został otwarty w 1950 roku. Najstarszy tor, na którym dziś odbywają się wyścigi Sprint Cup to Indianapolis Motor Speedway, wybudowano go w 1909 roku; jednakże, pierwszy wyścig NASCAR odbył się tam dopiero w 1994.
W pierwszych sezonach większość wyścigów odbywała się na torach owalnych o długości od 0,5 do 1 mili (800 do 1600 metrów)
Darlington Raceway, pierwszy „Superspeedway” wybudowano w Darlington w Karolinie Południowej w 1950 roku był dłuższy (1,38 mili/2,22 km), szerszy, szybszy i bardziej nachylony niż każdy inny tor, na którym kierowcy ścigali się wcześniej. Wyścig w Darlington, był najbardziej prestiżowym wyścigiem w kalendarzu aż do 1959 roku. Wtedy właśnie otwarto Daytona International Speedway. Tor o długości 2,5 mili (4 kilometrów) o zakrętach nachylonych pod kątem 31 stopni został wybudowany na bagnach w Daytona Beach przez Williama France’a Sr. i stał się ikoną tego sportu.
Pierwszy wyścig NASCAR poza granicami USA odbył się w Kanadzie, 1 lipca 1952 roku. 200-okrążeniowy wyścig wygrał Buddy Shuman. Rozegrano go na torze Stamford Park niedaleko wodospadu Niagara.

### Początek nowej ery

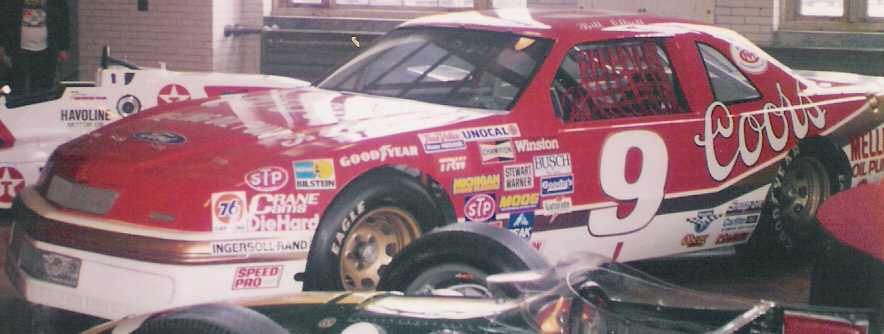
Bill Elliott w tym samochodzie 3 kwietnia 1987 roku ustanowił rekord najszybszego okrążenia w historii samochodów seryjnych – 212,809 mph, 44,998 sekund na torze Talladega Superspeedway

Na początku lat 70. NASCAR wprowadził pewne zmiany w swoich strukturach. Sponsorem głównej serii została kompania tytoniowa R.J. Reynolds. Kompania szukała nowych sposobów na swoją reklamę po tym jak władze w USA zakazały telewizyjnej reklamy produktów tytoniowych. Główna seria NASCAR nosiła od 1971 roku nazwę „Winston Cup”. Nowy system punktacji i dodatkowe nagrody pieniężne za punkty wywalczone w całych rozgrywkach sprowokowały kierowców i zespoły do stałej walki na przestrzeni całego sezonu a nie w wybranych wyścigach, tak jak to miało miejsce do tej pory wśród pewnej części kierowców. Niższa dywizja NASCAR, która do tej pory nosiła nazwę Late Model Sportsman, przejęła nazwę Grand National, a kilka lat później jej sponsorem zostały Browary Busch.
Na początku lat 70. zaczęto także transmitować pierwsze fragmenty wyścigów w telewizji ABC. Pojawiały się one w paśmie Wide World of Sports. W końcu w 1979 roku wyścig Daytona 500 został pierwszym wyścigiem transmitowanym w telewizji na żywo od początku do końca. W ostatnim okrążeniu wyścigu dwaj kierowcy, którzy zmieniali się na prowadzeniu, Cale Yarborough i Donnie Allison, rozbili się na tylnej prostej. Wyścig wygrał Richard Petty. W tym samym czasie Yarborough, Allison i brat Allisona, Bobby wysiedli ze swoich samochodów i rozpoczęli walkę na pięści. Ten dramat i emocje związane z tym sportem stworzyły wyścigom NASCAR żywą reklamę, dzięki której każdy kolejny wyścig był chętniej oglądany przez widzów w USA.

### Car of Tomorrow
„Samochód Jutra” – w skrócie CoT – zwany również coraz częściej „Car of Today” – „Samochód obecny” – jest nowoczesnym projektem samochodu opracowanym na potrzeby wyścigów serii Sprint Cup. Po raz pierwszy został pokazany 25 marca 2007 roku na Bristol Motor Speedway. Projekt Car of Tomorrow powstawał 7 lat a w szczególności przyczyniła się do niego śmierć jednej z największych legend NASCAR – Dale’a Earnhardta. Zginął on w 2001 roku na ostatnim okrążeniu wyścigu Daytona 500. Priorytetami prac nad CoT były: poprawienie bezpieczeństwa kierowcy dzięki wprowadzeniu nowoczesnych rozwiązań, zwiększenie atrakcyjności widowiska wyścigów oraz obniżenie kosztów produkcji samochodu NASCAR.
W CoT, po raz pierwszy od czasów Dodge’a Chargera i Plymoutha Superbirda, na pokrywie bagażnika zamontowane zostało tylne skrzydło (ang. wing).
16 marca 2008 roku na torze Bristol Motor Speedway minął rok od wprowadzenia „Samochodu Jutra” jako standardowego samochodu serii Sprint Cup. Było to okazją do podsumowania sezonu i zmian jakie wprowadził nowy pojazd. Wielu kierowców wypowiadało się o nim krytycznie już podczas jazd testowych prototypami, wytykano gorsze właściwości aerodynamiczne obniżające przyczepność, jak również gorsze zachowanie, gdy samochód jedzie w zbitej grupie. Fani narzekają na obniżenie widowiskowości wyścigów z powodu mniejszej ilości pojedynków zderzak w zderzak. Podczas pierwszego oficjalnego wyścigu nowym samochodem na torze Bristol w 2007 roku, zwycięzca, Kyle Busch spytany o samochód podczas wręczania nagród stwierdził, że jest „do niczego”. Z biegiem czasu ilość krytyki wobec nowego samochodu maleje.
W sezonie 2010, po wielu kontrowersyjnych wypadkach, tylne skrzydło (ang. wing) zostało zastąpione spojlerem. Jest to powrót do rozwiązania stosowanego w autach przed CoT.
Na sezon 2011 NASCAR przygotowało zmianę przodu samochodów uwzględniającą zmniejszenie splittera i likwidację podpórek. Cały przód będzie teraz jedną częścią.
Przed sezonem 2012 najważniejszą zmianą było wprowadzenie elektronicznego wtrysku paliwa. Do tego obniżono ciśnienie w układzie chłodzenia i niżej umieszczono wloty powietrza i chłodnicę.

## NASCAR Cup Series

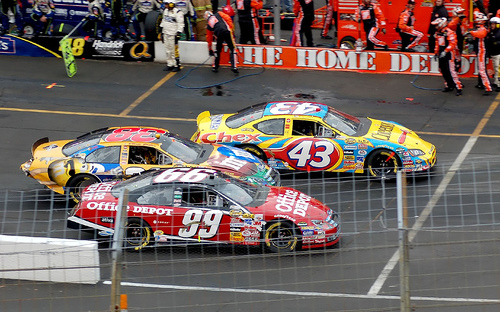
Puchar NEXTEL 2006

NASCAR Cup Series to aktualnie najwyższa profesjonalna seria NASCAR, a w konsekwencji najpopularniejsza i przynosząca największe zyski. Pula nagród w każdym wyścigu przekracza 4 miliony dolarów. 43 kierowców ściga się przez 10 miesięcy w roku i w tym czasie bierze udział w 36 wyścigach. Pierwszym mistrzem MENCS (wówczas Nextel Cup) został Kurt Busch, a aktualnym mistrzem jest Joey Logano, który wywalczył pierwszy tytuł w karierze, pokonując ubiegłorocznego czempiona Martina Truexa Jra. i Kevina Harvicka.
MENCS od 1972 do 2003 roku była znana pod nazwą Winston Cup Series. W 2003 roku seria zmieniła nazwę na NEXTEL Cup Series. Zostaje wprowadzone „The Chase for the NEXTEL Cup”. W 2008 roku seria ponownie zmienia nazwę na Sprint Cup Series w wyniku połączenia się firm NEXTEL i Sprint. W 2017 roku tytularnym sponsorem zostaje producent napoju energetyzującego Monster, a pod koniec sezonu 2018 przedłużył umowę sponsorską do 2021 roku.
W roku 2007 po raz pierwszy w serii NASCAR startowały samochody spoza wielkiej trójki amerykańskich producentów. Toyota wystawiła 3 zespoły składające się z 7 kierowców. Pierwsze zwycięstwo zespołu Toyoty nastąpiło dopiero w kolejnym sezonie, gdy 9 marca 2008 roku Kyle Busch wygrał wyścig Kobalt Tools 500 na torze Atlanta Motor Speedway. Było to pierwsze zwycięstwo samochodu spoza wielkiej trójki od ponad 50 lat.

### Specyfikacja
- Pojemność i typ silnika: 358 in³ (5.86 l) [OHV] V8
- Skrzynia biegów: 4 biegowa, manualna
- Masa: 1564,9 kg (3450 lbs) minimalna bez kierowcy z paliwem; 1655,6 kg (3650 lbs) minimalna z kierowcą i paliwem
- Moc silnika: ≈865 koni mechanicznych (645 kW) bez ograniczeń; ≈445 KM (332 kW) z ograniczeniem
- Paliwo: 92 MON, 104 RON, 98 AKI bezołowiowe paliwo dostarczane przez Sunoco
- Pojemność zbiornika paliwa: 17¾ galonów amerykańskich (67,2 l; większość torów)
- Sposób dostarczania paliwa: elektroniczny wtrysk paliwa
- Stopień kompresji: 12:1
- Sposób zasilania silnika w powietrze: naturalny (dopływ powietrza zależy tylko od jego ciśnienia)
- Rozstaw osi: 2794 mm (110 cali)
- Układ kierowniczy: wspomaganie kierownicy, przekładnia ślimakowa
- Opony: typu slick dostarczane przez Goodyear
- Długość: 5290 mm (208,25 cali)
- Szerokość: 1879 mm (74 cale)
- Wysokość: 1358 mm (53,5 cala)
- Wyposażenie bezpieczeństwa: system HANS, 6 punktowe pasy bezpieczeństwa dostarczane przez Willans

## Xfinity Series (dawniej Busch Series i Nationwide Series)

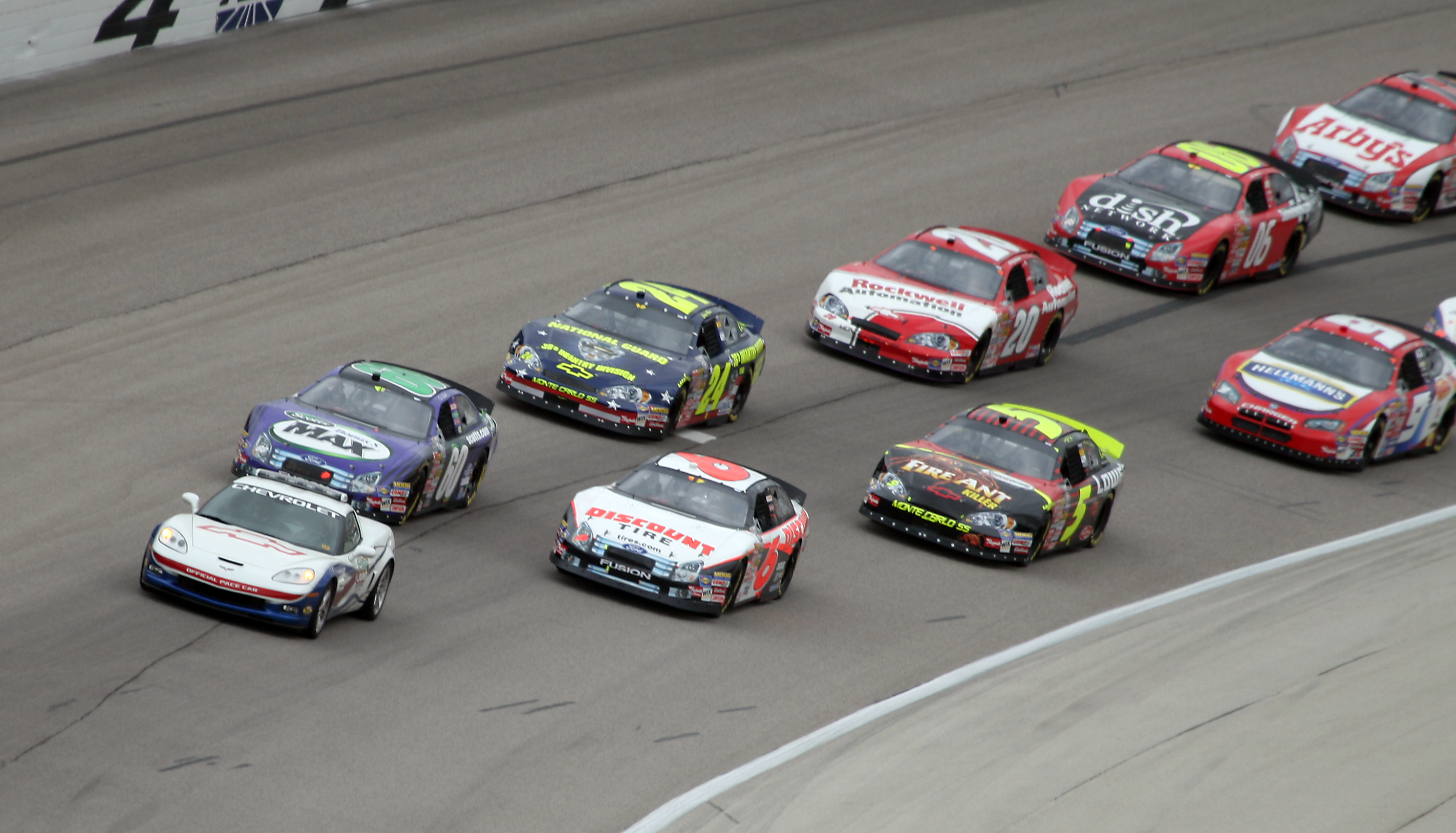
Wyścig serii Busch, Texas 2007

NASCAR Xfinity Series to druga najwyższa profesjonalna seria NASCAR. Samochody są bardzo podobne do tych ścigających się w Sprint Cup. Aktualnym mistrzem jest Ty Gibbs.
Seria Xfinity to jedyna z trzech najwyższych serii NASCAR, w której wyścigi odbywają się także poza USA. Sezon jest krótszy niż w serii Monster Energy o kilka wyścigów i nagrody pieniężne są znacznie niższe. W ostatnich latach część kierowców serii Monster ścigało się także w wyścigach serii Xfinity (wtedy zwanej jeszcze Busch i Nationwide) traktując je jako rozgrzewkę przed wyścigami serii Monster, które najczęściej odbywają się na tym samym torze na drugi dzień. Przeciwnicy takich praktyk zaczęli określać kierowców jako „Busch-whackers”. Sponsorowanie Busch skończyło się pod koniec 2007 roku i od sezonu 2008 do 2014 była firma ubezpieczeniowa Nationwide Insurance. Od 2015 tytularnym sponsorem jest operator telewizyjno-internetowy Xfinity.
NASCAR Xfinity Series ukazało własne „Car of Tomorrow” w lipcu 2010 roku podczas wyścigu na torze Daytona International Speedway. Przed całkowitym włączeniem nowego samochodu w sezonie 2011 użyto go w wyścigach w Michigan, Richmond i Charlotte. Xfinity CoT różni się od swoich odpowiedników ze Monster Energy Cup jak i poprzednich aut Xfinity pakietem aerodynamicznym i karoserią. Jednak najbardziej widocznymi zmianami są różnice między autami poszczególnych marek. Samochody są stylizowane na ich drogowe odpowiedniki: Chevrolet Camaro ZL1, Ford Mustang, Toyota Supra (od 2019).

### Specyfikacja
- Pojemność i typ silnika: 358 in³ (5,8 l) OHV V8
- Skrzynia biegów: manualna, 4 biegowa
- Masa: minimalna(bez kierowcy) 1406 kg (3,100 lbs); minimalna (z kierowcą) 1497 kg (3,300 lbs)
- Moc silnika: 650–700 koni mechanicznych (485–522 kW) bez ograniczeń, ≈450 km (335 kW) z ograniczeniem
- Paliwo: 98 oktanowe, bezołowiowe dostarczane przez Sunoco
- Pojemność zbiornika paliwa: 17¾ galonów amerykańskich
- Sposób dostarczania paliwa: gaźnik
- Stopień kompresji: 12:1
- Aspiracja: naturalna (dopływ powietrza zależy tylko od jego ciśnienia)
- Rozmiar gaźnika: 390 stóp³/min (184 l/s) 4 cylindrowy
- Rozstaw osi: 2667 mm (105 cali)
- Układ kierowniczy: wspomaganie kierownicy, przekładnia ślimakowa
- Opony: typu slick oraz deszczowe dostarczane przez Goodyear
- Długość: 5283 mm
- Szerokość: 1841 mm (72,5 cala)
- Wysokość: 1295 mm (51 cali)
- Wyposażenie bezpieczeństwa: system HANS, 6 punktowe pasy bezpieczeństwa dostarczane przez Willans

## Gander Outdoors Truck Series

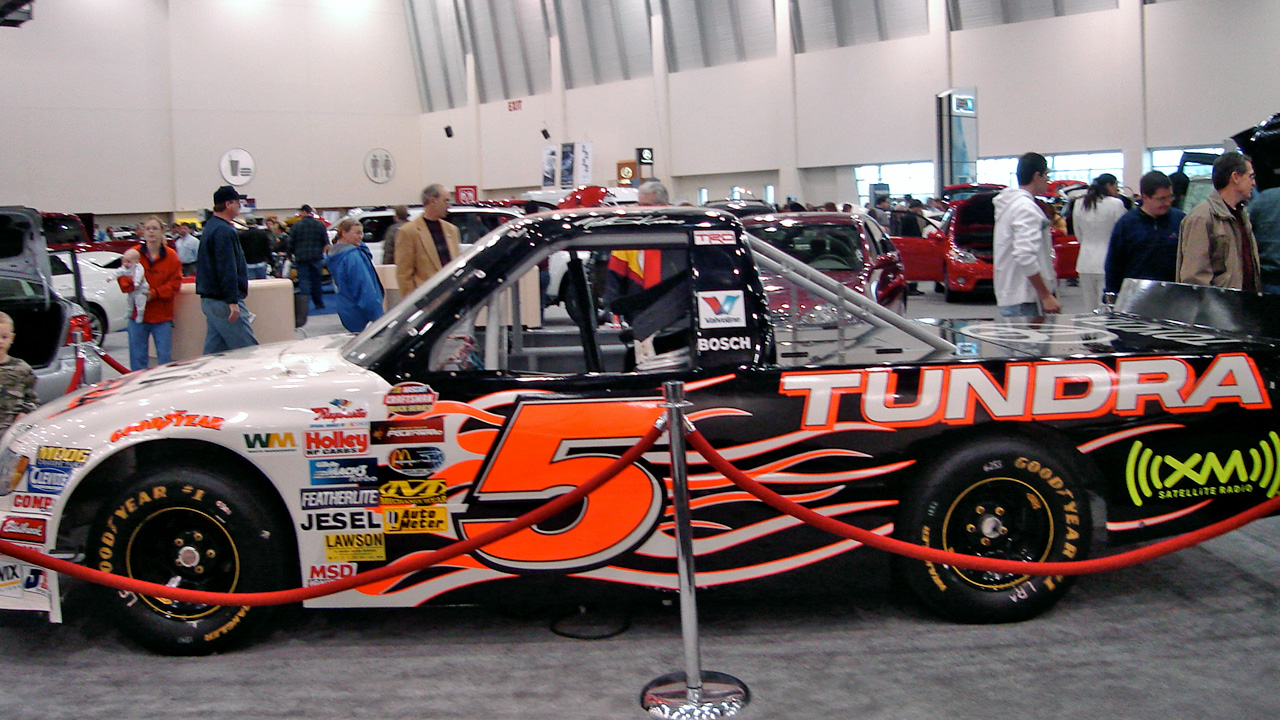
Toyota Tundra

To trzecia seria wyścigowa z serii NASCAR w USA, oprócz Monster Energy Cup Series i Xfinity Series. W wyścigach udział biorą zmodyfikowane półciężarówki o mocy silnika dochodzącej do 700 hp. Ta stosunkowo nowa forma wyścigów obecnie przyciąga zarówno nowicjuszy, chcących zademonstrować swoje umiejętności w nadziei dostania się do serii Xfinity, a w szczególności do Monster Energy Cup Series, jak i weteranów wyścigów NASCAR. Obecnym mistrzem jest Brett Moffitt.
Pomysł tych wyścigów narodził się w 1993 roku, kiedy pewna grupka kierowców wyścigowych-zapaleńców zbudowała prototyp półciężarówki przypominającą wyglądem samochód NASCAR. Po raz pierwszy auto zostało pokazane w 1994 roku podczas wyścigu Daytona 500. W tym sezonie rozegrano też kilka wyścigów demonstracyjnych. Półciężarówki okazały się niesamowicie popularne w USA, w wyniku czego w 1995 roku powstała nowa seria NASCAR – Super Truck Series, która w 1996 roku zmieniła nazwę na Craftsman Truck Series, w 2009 na Camping World Truck Series, a od 2019 na Gander Outdoors Truck Series.

### Specyfikacja
- Pojemność i typ silnika: 358 in³ (5,8 l) OHV V8
- Skrzynia biegów: manualna 4 biegowa
- Masa: 3,450 lb (1,565 kg) Minimalna bez kierowcy, z paliwem
- Moc silnika: 650–700 koni mechanicznych (485–522 kw)
- Paliwo: 98 oktanowe bezołowiowe dostarczane przez Sunoco
- Pojemność zbiornika paliwa: 18 galonów amerykańskich (68 l)
- Sposób dostarczania paliwa: gaźnik
- Stopień kompresji: 12:1
- Aspiracja: naturalna (dopływ powietrza zależy tylko od jego ciśnienia)
- Rozmiar gaźnika: 390 stóp³/min (184 l/s) 4 cylindrowy
- Rozstaw osi: 112 cali (2,845 mm)
- Układ kierowniczy: wspomaganie kierownicy, przekładnia ślimakowa
- Opony: typu slick dostarczane przez Goodyear
- Długość: 5,286 mm (208 cali)
- Wysokość: 51 cali (1,295 mm)
- Szerokość: 72,5 cali (1,841 mm)
- Wyposażenie bezpieczeństwa: system HANS, 6 punktowe pasy bezpieczeństwa dostarczane przez Willans

## NASCAR Canadian Tire Series
Kanadyjska seria wyścigowa samochodów seryjnych bazuje na istniejącej w latach 1981–2006 serii CASCAR. Zawodnicy ścigają się samochodami napędzanymi silnikami V8. W kalendarzu składającym się z trzynastu wyścigów dominują tory drogowe (także uliczne), jest jednak kilka wyścigów na torach owalnych. Wyścigi transmituje kanadyjska telewizja anglojęzyczna TSN.

### Specyfikacja
- Moc i typ silnika: 550 KM (V8)

- Masa: 1360 kg (3000 funtów)

- Długość: 5029 mm (198 cali)

- Wysokość: 1245 mm (49 cali)

- Szerokość: 1905 mm (75 cali)

- Rostaw kół: 2667 mm (105 cali)

## NASCAR Corona Series
Seria wyścigowa będąca Meksykańskim odpowiednikiem wyścigów NASCAR. Powstała w 2004 roku pod nazwą Desafío Corona, którą zmieniono w 2007 roku na NASCAR Mexico Corona Series, a w 2009 na NASCAR Corona Series. Kierowcy są zaproszani do udziału w wyścigu NASCAR, Toyota All-Star Showdown.

## Tory

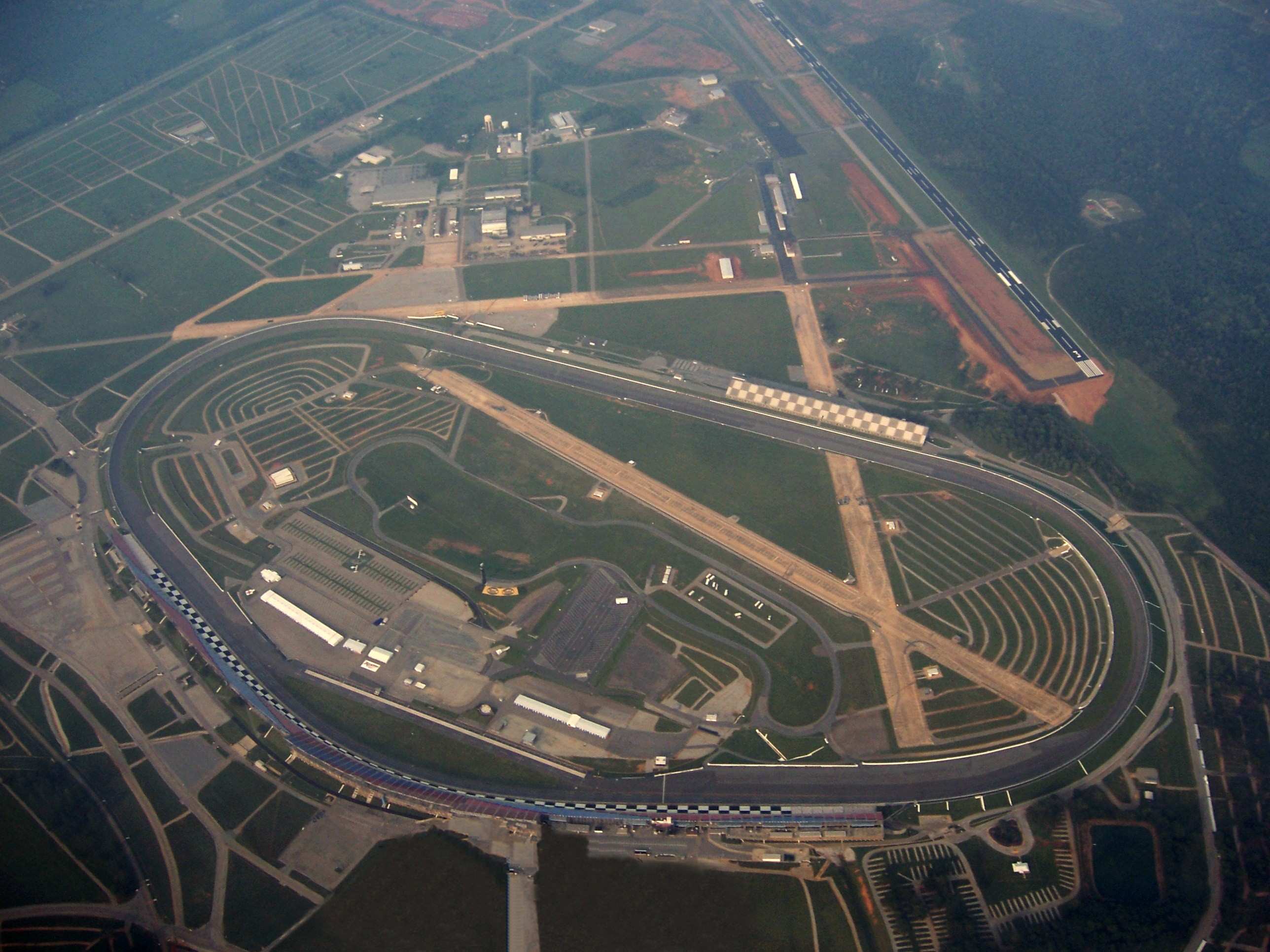
Talladega Superspeedway

Wyścigi NASCAR nie są rozgrywane na identycznych torach owalnych. Zasadniczą różnicą jest długość każdego z torów. Długość okrążenia najkrótszego z nich – Martinsville Speedway to 0,526 mili (847 metrów). Najdłuższy owal to Talladega Superspeedway – 2,66 mili (4,28 kilometra). Drugą z zasadniczych różnic jest typ owalu. Wyróżnia się bardzo wiele typów: klasyczne owale np. Martinsville Speedway, tri-ovale np. Kansas Speedway, Richmond International Raceway, D-ovale (owal przypominający kształtem literę 'D') np. California Speedway, oraz Quad-Ovale np. Atlanta Motor Speedway, Lowe’s Motor Speedway. Jest także wiele owali o indywidualnych kształtach np. Pocono Raceway (przypominający kształtem trójkąt.) czy Indianapolis Motor Speedway (przypominający kształtem prostokąt). Każdy z owali ma także inne nachylenie zakrętów i prostych. Kierowcy ścigają się także na torach drogowych takich jak Watkins Glen International i Sonoma Raceway. Tory drogowe są jedynymi, na których NASCAR dopuszcza możliwość ścigania się w deszczu.
Najszybszym torem w kalendarzu Sprint Cup jest Talladega Superspeedway. Rekordowa średnia prędkość wyścigu rozegranego na tym torze to 188 mph (303 km/h). Rekord kwalifikacyjny (średnia prędkość jednego mierzonego okrążenia w kwalifikacjach) na torze Talladega Superspeedway został ustanowiony przez Billa Elliotta w 1987 roku i wynosi 212,809 mph (342,483 km/h). Najwolniejszym torem jest Sonoma Raceway, tor drogowy gdzie rekord wyścigu wynosi 81 mph (130 km/h) a okrążenia kwalifikacyjnego 99 mph (159 km/h). Najwolniejszym torem owalnym jest Martinsville Speedway. Rekordowa średnia prędkość wyścigu, na tym niemal płaskim torze to 82 mph (132 km/h), a kwalifikacji 98 mph (156 km/h). Rekordowa średnia prędkość wyścigu to średnia prędkość wszystkich okrążeń zwycięzcy wyścigu, łącznie z okrążeniami spędzonymi pod żółtymi flagami.
Tory o długości poniżej jednej mili nazywane są „short-trackami”. Tory o długości powyżej jednej mili to „superspeedwaye”, jednak według dzisiejszych standardów takie tory nazywane są torami „średnimi”, a nazwą „superspeedway” określa się tory dłuższe niż dwie mile.

### Lista torów Cup Series
Lista torów, na których aktualnie odbywają się wyścigi NASCAR Cup Series za punkty.
| Nazwa                                | Położenie                       | Długość    | Typ             | Nachylenia         |
| ------------------------------------ | ------------------------------- | ---------- | --------------- | ------------------ |
| Atlanta Motor Speedway               | Hampton, Georgia                | 1,5 mili   | Quad-Oval       | 24/24/24/24/5/5    |
| Autódromo Hermanos Rodríguez         | Meksyk, Meksyk                  | 2,674 mili | Tor Drogowy     | -/-/-              |
| Bristol Motor Speedway               | Bristol, Tennessee              | 0,533 mili | Owal            | 36/36/36/36/16/16  |
| Chicagoland Speedway                 | Joliet, Illinois                | 1,5 mili   | D-Shaped Oval   | 18/18/18/18/11/5   |
| Chicago Street Course                | Chicago, Illinois               | 2,2 mile   | Tor Drogowy     | ---                |
| Darlington Raceway                   | Darlington, Karolina Południowa | 1,366 mili | Egg-Shaped Oval | 25/25/23/23/2/2    |
| Daytona International Speedway       | Daytona Beach, Floryda          | 2,5 mili   | Tri-Oval        | 31/31/31/31/18/3   |
| Dover International Speedway         | Dover, Delaware                 | 1 mila     | Owal            | 24/24/24/24/9/9    |
| Homestead-Miami Speedway             | Homestead, Floryda              | 1,5 mili   | Owal            | 20/20/20/20/3/3    |
| Indianapolis Motor Speedway          | Speedway, Indiana               | 2,5 mili   | n/o             | 9/9/9/9/0/0        |
| Sonoma Raceway                       | Sonoma, Kalifornia              | 1,949 mili | Tor Drogowy     | ---                |
| Kansas Speedway                      | Kansas City, Kansas             | 1,5 mili   | D-Shaped Oval   | 15/15/15/15/10,4/5 |
| Las Vegas Motor Speedway             | Las Vegas, Nevada               | 1,5 mili   | Tri-Oval        | 20/20/20/20/9/3    |
| Charlotte Motor Speedway             | Concord, Karolina Północna      | 1,5 mili   | Quad-Oval       | 24/24/24/24/5/5    |
| Charlotte Motor Speedway Roval       | Concord, Karolina Północna      | 2,28 mili  | Tor Drogowy     | -/-/-              |
| Martinsville Speedway                | Martinsville, Wirginia          | 0,526 mili | Owal            | 12/12/12/12/0/0    |
| Michigan International Speedway      | Brooklyn, Michigan              | 2 mile     | D-Shaped Oval   | 18/18/18/18/12/5   |
| New Hampshire International Speedway | Loudon, New Hampshire           | 1,058 mili | Owal            | 12/12/12/12/2/2    |
| Phoenix International Raceway        | Avondale, Arizona               | 1 mila     | Tri-Oval        | 11/11/9/9/0/0      |
| Pocono Raceway                       | Long Pond, Pensylwania          | 2,5 mili   | n/o             | 14/8/6/x/x/x       |
| Richmond International Raceway       | Richmond, Wirginia              | 0,750 mili | D-Shaped Oval   | 14/14/14/14/8/2    |
| Talladega Superspeedway              | Talladega, Alabama              | 2,66 mili  | Tri-Oval        | 33/33/33/33/18/2   |
| Texas Motor Speedway                 | Fort Worth, Teksas              | 1,5 mili   | Quad-Oval       | 24/24/24/24/5/5    |
| Watkins Glen International           | Watkins Glen, Nowy Jork         | 2,45 mili  | Tor Drogowy     | ---                |

Legenda:

Nazwa: Pełna oficjalna nazwa obiektu

Położenie: Miasto i stan, w którym znajduje się tor

Długość: Długość jednego okrążenia toru

Typ: Typ toru

Nachylenia: Nachylenia na: 1 zakręcie/2 zakręcie/3 zakręcie/4 zakręcie/Przedniej prostej/Tylnej prostej.